# Situação canônica da Fraternidade Sacerdotal São Pio X
A situação canônica da Fraternidade São Pio X (FSSPX), grupo fundado em 1970 pelo Arcebispo Marcel Lefebvre, não está resolvida. A Fraternidade São Pio X tem sido alvo de muita controvérsia desde 1988, quando Bernard Fellay, Bernard Tissier de Mallerais, Richard Williamson e Alfonso de Galarreta foram ilicitamente consagrados bispos em Ecône, no Seminário Internacional São Pio X, em violação ao direito canônico. Lefebvre e os outros quatro bispos da FSSPX incorreram individualmente numa excomunhão disciplinar latae sententiae por este acto cismático.(n3) As excomunhões dos quatro bispos vivos da FSSPX foram revogadas em 2009.
As negociações entre a Sociedade e a Santa Sé estão num impasse, e a Santa Sé considera que a Sociedade rompeu com a comunhão com a Igreja Católica. A Santa Sé concedeu a todos os sacerdotes membros da sociedade a faculdade de dar absolvição sacramental validamente àqueles que frequentam suas igrejas e autorizou os ordinários locais a conceder permissão para celebrar casamentos de seguidores da sociedade (veja as seções sobre faculdades abaixo). No entanto, o Cardeal Gerhard Ludwig Müller, então Prefeito da Congregação para a Doutrina da Fé, em uma carta à FSSPX em 26 de junho de 2017, declarou as condições que seriam necessárias para o restabelecimento total da comunhão: fazer a profissão de fé de 1998, aceitar explicitamente com a devida adesão os ensinamentos do Concílio Vaticano II e os ensinamentos subsequentes da Igreja, e reconhecer a validade e legitimidade do rito da Missa e dos outros sacramentos celebrados de acordo com os livros litúrgicos promulgados após esse concílio.
A FSSPX, por outro lado, sustenta que foi canonicamente estabelecida e nunca foi canonicamente suprimida, e que, na "atual crise na Igreja", quando "a heresia, e mesmo a apostasia, estão amplamente disseminadas entre o clero", "a Igreja fornece misericordiosamente a jurisdição "para o bem dos fiéis".

## Protocolo de 1988
Em maio de 1988, antes das consagrações de Ecône, o Arcebispo Marcel Lefebvre e o Cardeal Joseph Ratzinger, então prefeito da Congregação para a Doutrina da Fé, negociaram um protocolo destinado a regularizar o status canônico da FSSPX, que havia se tornado cada vez mais duvidoso. A primeira parte do protocolo era doutrinária, na qual Lefebvre concordava que a FSSPX iria:
- prometer fidelidade à Igreja Católica e ao seu papa;
- aceitar a doutrina do magistério encontrada na seção 25 da Lumen gentium;
- comprometem-se a evitar qualquer polêmica e a ter uma atitude positiva de estudo e de comunicação com a Santa Sé;
- reconhecer a validade da Missa e dos sacramentos promulgados pelos Papas Paulo VI e João Paulo II;
- prometem respeitar a disciplina comum da igreja e suas leis, incluindo disposições especiais concedidas à FSSPX.

A segunda parte do protocolo era jurídica, detalhando os direitos e responsabilidades da FSSPX como um grupo e de seus membros individuais:
- A FSSPX seria canonicamente regularizada como uma sociedade clerical de vida apostólica de direito pontifício dentro da Igreja Latina, com disposições especiais para o culto público, cuidado das almas e outras atividades apostólicas;
- seus estatutos exigiriam a aprovação do papa para garantir a conformidade doutrinária;
- ou os bispos locais ou a Santa Sé concederiam aos padres da FSSPX jurisdição "com relação aos fiéis";
- a sociedade teria o direito de celebrar os ritos litúrgicos tridentinos;
- Os adeptos da FSSPX "permaneceriam sob a jurisdição do bispo diocesano", mas poderiam solicitar sacramentos administrados pelos padres da FSSPX;
- uma comissão pontifícia de sete membros, incluindo dois membros da FSSPX, coordenaria as relações com a Cúria e os bispos diocesanos para resolver conflitos, "exercendo vigilância e prestando assistência para consolidar o trabalho de reconciliação e regular questões relativas às comunidades religiosas que têm um vínculo jurídico ou moral com [a FSSPX]";
- qualquer proposta para consagrar um membro da FSSPX como bispo seria submetida à aprovação de João Paulo II;
- o Superior Geral da sociedade enviaria cartas dimissórias a qualquer bispo que ordenasse independentemente membros da sociedade;
- seria concedida anistia aos locais de culto ilícitos da FSSPX que tivessem sido erguidos sem autorização dos bispos locais;
- a convalidação de casamentos inválidos existentes e ordenações ilícitas pela FSSPX seria resolvida por decreto.

Ratzinger e Lefebvre concordaram no protocolo que:
- a consagração lícita de um membro da FSSPX como bispo seria útil por "razões práticas e psicológicas";
- por razões doutrinárias, o superior geral não deve ser o bispo da FSSPX, mas sim um membro da pontifícia comissão para a estabilidade.

Lefebvre disse que o protocolo seria submetido a João Paulo II para sua aprovação. No entanto, Lefebvre declarou sua intenção de consagrar um bispo como seu sucessor, mesmo sem um mandato pontifício.

## Visão da Santa Sé
Em Junho de 1988, depois das consagrações episcopais sem mandato pontifício, o Papa João Paulo II declarou que as consagrações ilícitas eram um atoo cismático que "implicava, na prática, uma rejeição do primado romano " e que todos os seis bispos envolvidos na cerimónia tinham incorrido em excomunhão automática ao abrigo do Código de Direito Canônico de 1983.(n3) João Paulo II escreveu, na Ecclesia Dei, que «a raiz deste acto cismático pode ser discernida numa noção incompleta e contraditória da Tradição».(n4) João Paulo II lembrou que “a adesão formal ao cisma é uma ofensa grave contra Deus” e o cisma é um delito contra a religião e a unidade da Igreja, com pena de excomunhão. (n5)

### ComissãoEcclesia Dei
Ao mesmo tempo, João Paulo II criou a Pontifícia Comissão Ecclesia Dei (PCED) para ajudar os membros e adeptos da FSSPX a entrarem na “plena comunhão eclesial”, aqueles que desejavam “permanecer unidos ao Sucessor de Pedro na Igreja Católica, preservando ao mesmo tempo as suas tradições espirituais e litúrgicas”.(n6a)

### Pontifício Conselho para os Textos Legislativos
Em 1996, o Pontifício Conselho para a Interpretação dos Textos Legislativos (PCILT) respondeu a uma pergunta do Bispo Norbert Brunner da Diocese de Sion, Suíça, que "no caso dos diáconos e padres lefebvrianos não parece haver dúvidas de que a sua actividade ministerial no âmbito do movimento cismático é um sinal mais do que evidente do facto de que os dois requisitos" para a adesão formal ao cisma "foram cumpridos".(nn5-6) O PCILT acrescentou: "Por outro lado, no caso do resto dos fiéis, é óbvio que uma participação ocasional em atos litúrgicos ou na atividade do movimento lefebvriano, feita sem fazer própria a atitude de desunião doutrinal e disciplinar de tal movimento, não é suficiente para que se possa falar de adesão formal ao movimento."(n7) O concílio declarou que o seu julgamento dizia respeito ao pecado de cisma, enquanto o crime canónico de cisma, com a sua pena de excomunhão, exigia as condições específicas dos cânones 1323–1324 do Código de Direito Canónico de 1983.(nn8-9)

### Probabilidade de cisma
Em 1999, o PCED declarou que era provável, mas não certo, que os membros da FSSPX estivessem aderindo a um cisma, o que significaria que eles seriam excomungados, mas que as pessoas que frequentavam a missa celebrada pelos padres da FSSPX "por causa de sua atração pela missa tradicional em latim e não porque recusavam a submissão ao Romano Pontífice ou rejeitavam a comunhão com os membros da Igreja sujeitos a ele", não eram excomungadas. Contudo, quanto mais tempo frequentavam as capelas da FSSPX, maior era a probabilidade de absorverem uma mentalidade cismática que, em última análise, corria o risco de excomunhão. O PCED considerou que a documentação que lhe foi enviada em 1998 indicava claramente até que ponto "muitas pessoas com autoridade" na FSSPX correspondiam à definição formal de cisma.

### Impedimento moral
Em 1995, o PCED explicou que seria "moralmente ilícito para os fiéis participarem" nas Missas da FSSPX "a menos que estejam física ou moralmente impedidos de participar de uma Missa celebrada por um padre católico em boa situação" e acrescentou que a indisponibilidade de uma Missa Tridentina "não é considerada um motivo suficiente para comparecer a tais Missas [da FSSPX]". O PCED explicou que, embora as ordenações de padres pelos bispos da FSSPX sejam espiritualmente válidas, os padres da FSSPX estão oficialmente proibidos de exercer uma função sacerdotal porque não estão incardinados em dioceses locais ou institutos religiosos em plena comunhão com a Igreja Católica. O PCED também explicou que as missas celebradas pelos padres da FSSPX são válidas, mas ilícitas, e que a Penitência e o Matrimônio pelos padres da FSSPX são inválidos porque os padres da FSSPX não têm faculdades conferidas. 

### Carde Hoyos sobre a situação
Além das declarações formais da Igreja Católica, o Cardeal Darío Castrillón Hoyos, presidente da PCED, comentou sobre o status da FSSPX em uma entrevista de 2005 que as consagrações de 1988, sem um mandato pontifício, criaram uma "situação de separação [...] mesmo que não se tratasse de um cisma formal". Castrillón Hoyos comentou em 2007, quando perguntado "O Indulto apoia o ecumenismo, 'ad intra' (interno)?" Castrillón Hoyos respondeu que "rejeita o termo 'ecumenismo ad intra'". Ele afirmou que os padres e adeptos da FSSPX “não são cismáticos” porque:
 
Foi Lefebrve quem empreendeu uma consagração episcopal ilícita e, portanto, realizou um ato cismático. É por esta razão que os Bispos por ele consagrados foram suspensos e excomungados. Os sacerdotes e fiéis da sociedade não foram excomungados. Eles não são hereges. Contudo, partilho o receio de São Jerónimo de que a heresia conduza ao cisma e vice-versa. O perigo de um cisma é grande, tal como uma desobediência sistemática face ao Santo Padre ou uma negação da sua autoridade. Afinal, é um serviço de caridade, para que a Sociedade Sacerdotal ganhe plena comunhão com o Santo Padre, reconhecendo a santidade da nova Missa.

### Declaração de 2009 de ausência de estatuto canônico e de ministério legítimo
Em 2009, o Papa Bento XVI reafirmou que: “Até que as questões doutrinais sejam esclarecidas, a Fraternidade não tem estatuto canónico na Igreja, e os seus ministros não têm qualquer poder sobre a Igreja”. – ainda que tenham sido libertados da pena eclesiástica – não exercem legitimamente nenhum ministério na Igreja”.
Em 20 de novembro de 2016, o Papa Francisco estendeu pessoalmente aos sacerdotes da Fraternidade, até que novas disposições sejam tomadas, a faculdade pela qual "os fiéis que, por vários motivos, frequentam igrejas oficiadas pelos sacerdotes da Fraternidade Sacerdotal São Pio X, podem receber válida e licitamente a absolvição sacramental dos seus pecados", uma faculdade que ele já havia concedido durante o Ano Jubilar de 2015-2016. A confissão, juntamente com o matrimônio, exige a concessão da faculdade necessária à validade: "A absolvição válida dos pecados exige que o ministro tenha, além do poder de ordenar, a faculdade de exercê-la em relação aos fiéis a quem concede a absolvição" (Código de Direito Canônico de 1983, cân. 966.1).
Em um documento da Congregação para a Doutrina da Fé, publicado em 4 de abril de 2017, os ordinários locais estão autorizados a conceder aos padres da FSSPX faculdades para assistir validamente em matrimônios. Para a validade do matrimônio, o consentimento matrimonial deve ser declarado “perante o ordinário local, o pároco ou um sacerdote ou diácono delegado por qualquer um deles” (cânon 1108).
Para que qualquer padre, que não seja o agente pastoral das partes, seja "competente para auxiliar", ele deve receber a faculdade do pároco ou do ordinário local das partes. A carta de 2017 da Congregação para a Doutrina da Fé concede especificamente aos ordinários locais (não aos párocos) permissão, em algumas circunstâncias, para delegar padres da FSSPX para auxiliar na celebração de casamentos de fiéis que seguem a atividade pastoral da sociedade. Na medida do possível, o ordinário local deve delegar um padre de sua diocese (ou pelo menos "um padre totalmente regular") para receber o consentimento das partes durante o rito do casamento, ao qual se segue a missa, celebrada talvez por um padre da sociedade. Se isto não for possível e “não houver na Diocese sacerdotes capazes de receber o consentimento das partes, o Ordinário pode conceder as faculdades necessárias ao sacerdote da Companhia, que também celebrará a Santa Missa”.

### Sanções a nível diocesano
Em 1991, o bispo Joseph Ferrario da Diocese de Honolulu declarou que seis adeptos do movimento da FSSPX foram excomungados por, entre outras coisas, obterem os serviços do bispo da FSSPX, Richard Williamson, para administrar ilicitamente a confirmação. Eles buscaram recurso hierárquico da Santa Sé para reverter o decreto. A Santa Sé concluiu, numa revisão do caso, que os factos apresentados no caso não eram actos cismáticos formais, pelo que o decreto não tinha fundamento nos cânones citados e era, portanto, inválido.
Em 1996, o bispo Fabian Bruskewitz (um dos primeiros bispos americanos a permitir a missa tradicional depois que a missa Novus Ordo se tornou difundida) da Diocese de Lincoln, Nebraska, emitiu um aviso de que os católicos dentro da diocese que são "membros" da FSSPX incorrem em excomunhão. Ele os incluiu com outros grupos, como aqueles que fazem campanha pelo aborto. Na correspondência com a FSSPX, ele os descreveu como um “culto não católico” e uma “seita”.
Em 2014, o bispo Marcello Semeraro da Diocese de Albano, Itália, emitiu um aviso de que os católicos daquela diocese incorreriam em excomunhão por comparecerem às missas da FSSPX ou receberem sacramentos de padres da FSSPX "porque a sociedade não tem status canônico". 

## Visão da FSSPX e da Santa Sé

### Absolvição dos pecados e assistência no matrimônio
Para absolver os pecados licitamente, um padre deve receber a faculdade de fazê-lo, uma faculdade que, normalmente, só o bispo local pode dar. Do mesmo modo, em circunstâncias normais, o matrimónio só pode ser contraído validamente na presença do bispo local ou do pároco ou de um sacerdote ou diácono delegado por um destes. Para superar esta dificuldade, a FSSPX argumenta que a absolvição e o casamento sob seus auspícios são válidos, devido à sua interpretação do direito canônico.
Numa carta de 23 de maio de 2008, o PCED declarou:
Os sacramentos da Penitência e do Matrimônio, porém, exigem que o sacerdote goze das faculdades da diocese ou tenha delegação adequada. Como não é o caso destes sacerdotes, estes sacramentos são inválidos. Permanece verdade, porém, que, se os fiéis ignoram genuinamente que os sacerdotes da Fraternidade São Pio X não têm faculdade adequada para absolver, a Igreja fornece essas faculdades para que o sacramento seja válido.

### Confissões
Durante o Jubileu Extraordinário da Misericórdia, que começou em dezembro de 2015 e durou um ano, o Papa Francisco estabeleceu que aquelas pessoas que se aproximam dos padres da FSSPX para ouvir sua confissão durante o jubileu “receberão válida e licitamente a absolvição de seus pecados”. O Papa também concedeu a todos os padres “a discrição de absolver” do pecado do aborto (que normalmente deve ser absolvido pelo bispo ou por padres autorizados por ele a fazê-lo). – geralmente, mas certamente nem sempre, há muitos deles disponíveis).
Em novembro de 2016, na Misericordia et misera, Francisco anunciou que tinha "decidido pessoalmente estender esta faculdade para além do Ano Jubilar, até que sejam tomadas novas disposições, para que ninguém seja privado do sinal sacramental da reconciliação através do perdão da Igreja".

## Censuras canônicas de membros

### Santa Sé anula excomunhão de bispos
Lefebvre morreu em 1991 como uma pessoa excomungada. Na petição de 2008, os quatro bispos sobreviventes da FSSPX "reconheceram a autoridade suprema do Santo Padre e observaram que 'a situação atual nos causa muito sofrimento'". Em 2009, a Congregação para os Bispos revogou a excomunhão dos quatro bispos sobreviventes da FSSPX. "Por definição, o pedido deles carregava consigo um reconhecimento da autoridade do Papa sobre a Igreja aqui na Terra". O Papa Bento XVI explicou que a FSSPX não tem estatuto canónico na Igreja Católica por razões doutrinais e que os ministros da FSSPX “não exercem legitimamente qualquer ministério na Igreja”.

### Suspensãoa divinis
Embora a excomunhão de 1988 dos quatro bispos da FSSPX tenha sido anulada em 2009, os bispos e padres da FSSPX ainda não puderam exercer qualquer ministério episcopal ou sacerdotal na Igreja Católica.
De acordo com o cânone 1383 do Código de Direito Canônico de 1983, a suspensão a divinis afeta o clero da FSSPX que foi ordenado ao sacerdócio ilegitimamente.